# تاريخ العملة في الكويت
تاريخ العملة في الكويت، تم تداول عدد من العملات في تاريخ دولة الكويت نظرا لطبيعتها التجارية. وقد شجع الوضع السياسي المستقر على الانفتاح التجاري في دولة الكويت لتصبح الكويت ميناء هاما منذ بداية القرن العشرين، وقد أتاحت التجارة للكويتيين بأن يتداولوا عدد من العملات، وخصوصا العملات الرائجة في البلدان التي يقيمون فيها علاقات تجارية ومعرفة قيمة كل منها، والتعامل بها لإنجاز معاملاتهم التجارية دون تفضيل لأحدها على الآخر، وقد أدى هذا الأمر -في ظل عدم وجود عملة كويتية رسمية- إلى رواج جميع تلك العملات في الكويت خاصة وأن أعداداً كبيرة من الكويتيين كانوا يقضون أوقاتهم في الأسفار، وكان من يقصد الكويت من تجار أجانب أو زوار لم يكن يتردد في اصطحاب أي كمية معه من العملات التابعة لبلاده سواء للتداول بها محليا أو للتعامل بواسطتها مع التجار المحليين لإنجاز معاملاته التجارية وكان ذلك يشمل جميع عملات المنطقة تقريبا، واستمر هذا الوضع حتى نهاية الحرب العالمية الأولى عندما بسطت الروبية الهندية سيطرتها على السوق نظرا لقوتها الاقتصادية واعتماد تجارة الكويت الرئيسية على التعامل مع الهند، فأصبحت تلك العملة هي العملة الأولى في الكويت حتى صدور الدينار الكويتي في بداية الستينات من القرن العشرين.

## العصور القديمة

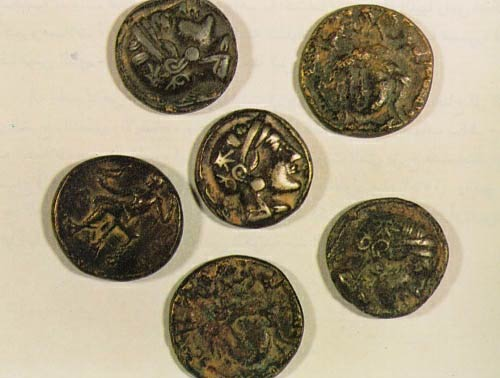
بعض العملات الأثرية التي عثر عليها في جزيرة فيلكا

يعود تاريخ أول عملة استخدمت في الكويت إلى حوالي 300 قبل الميلاد، فقد اكتشفت حملات التنقيب التي جرت في فيلكا عامي 1958 و1959 بعض النقود منها ثلاث قطع نحاسية، إحداها ضربها سلوقس الأول باسم الإسكندر الأكبر (حوالي 310-300 قبل الميلاد)، أما القطعتان الأخرى ان فهما في عهد أنطيوخوس الثالث (223-187 قبل الميلاد)، كما اكتشفت بعثة الآثار الدنماركية عام 1961 قطعة نقدية قديمة في جزيرة فيلكا تحمل على أحد وجهيها صورة أنطيوخوس الثالث حاكم الإمبراطورية السلوقية، بينما نقش على وجهها الآخر صورة الإله أبوللو الذي كان يعتبر حامي الأسرة السلوقية، كما عثر على 12 قطعة نقدية مسكوكة من نفس مادة العملة السلوقية ولكنها تحمل صورة هرقل على أحد وجهيها وصورة الإله زيوس على وجهها الآخر، وهذه النقود مسكوكة باسم الإسكندر الأكبر، وإن كان هناك ما يقارب فترة قرن من الزمان بين وفاته وتاريخ ضربها، ويعتقد بأن هذه النقود قد ضربت في فيلكا والرأي الآخر يقول بأنها ضربت في مدينة جرها مقابل البحرين، واكتشفت بعثة الآثار الفرنسية عام 1984 أعدادا كبيرة أخرى من العملات الفضية من الفترة الهلينستية ضربت في فترة ما قبل الميلاد، يحمل بعضها صورة للملك فيليب والبعض الآخر صورة للملك سلوقس الأول وأخرى للإسكندر الأكبر المقدوني.

## العملات التي راجت في بداية تأسيس دولة الكويت
في بداية القرن السابع عشر بدأت الكويت في تأسيس كيانها المستقل، وكانت تعرف في ذلك الوقت باسم القرين، وازدهرت فيها الحركة التجارية تدريجيا، وكانت لها علاقات تجارية مع عدد من دول المنطقة مثل الهند وموانئ فارس وعمان واليمن وشرق أفريقيا لجلب مختلف أنواع البضائع، لذا أصبحت عملات تلك الدول معروفة القيمة ومقبولة في الكويت مما أدى إلى رواج عدد من العملات، منها الليرة الذهبية العثمانية والغران الإيراني والروبية الهندية والبرغشي الزنجباري والبيزة العمانية والريال النمساوي (ماريا تيريزا) الذي كان يطلق عليه محليا الريال الفرنسي، ثم الجنيه الإنجليزي الذهبي بالإضافة إلى طويلة الحسا.
ومن العوامل التي أدت إلى رواج هذه العملات تحول الكويت إلى مركز تجاري لاستيراد مختلف أنواع البضائع من الهند وشرق أفريقيا وإعادة تصديرها إلى دولة مجاورة، وعدم وجود عملة محلية رسمية يتم التداول بها بين الناس، ولم تكن هناك مفاضلة لأي عملة على الأخرى بين الكويتيين بل كانت جميع هذه العملات مقبولة لدى الجميع، وكان التجار يقبلون تسويه معاملات الدفع فيما بينهم بأي من تلك العملات.

### طويلة الحسا
تم تداول هذه العملة في نهاية القرن السابع عشر وبداية القرن الثامن عشر في الإحساء، وهي من أندر العملات المتداولة في تاريخ الكويت، وتشبه هذه العملة مشبك الشعر الذي تستخدمه النساء (ماشة)، وتتكون من ثلاث فئات: ذهبية وفضية ونحاسية، وتعادل الذهبية قيمة 15 فضية، وتعادل الفضية قيمة 15 نحاسية. وكان الناس يتداولونها كأي عملة أخرى للبيع والشراء. وكانت هذه العملة هي المتداولة عند الإمارة الخالدية الأولى في الأحساء، وهي أول عملة تم تداولها في الكويت بعد اختيار صباح بن جابر أول حاكم لإمارة الكويت، ولكن هذه العملة لم تعمر طويلا، حيث استمر تداولها حوالي خمسين عامًا.

### العملة العثمانية
نظرا لبسط الدولة العثمانية نفوذها على معظم دول الشرق الأوسط والجزيرة العربية حتى قبل الحرب العالمية الأولى فإن عملتها كانت هي العملة الوحيدة في عدد كبير من الدول، فيما عدا عدد من دول الجزيرة العربية التي كانت تستخدمها بالإضافة إلى الروبية الهندية والريال النمساوي وعملات محلية سكت باسم شيوخ وسلاطين تلك البلاد، وكانت الليرة الذهبية العثمانية تصل إلى هذه البلدان كعملة تجارية بينما يتم التداول بالفئات الفضية والنحاسية إن توفرت كما هو الحال بالنسبة لبقية العملات الرائجة في هذه البلدان. واستمر التعامل في هذه العملة منذ دخولها الكويت في عام 1790 وحتى دخول الروبية الهندية إلى الأسواق الكويتي، وكانت هذه العملة تسمي بالنيرة لدى الكويتيين 
وتتكون العملة العثمانية من الليرة الذهبية التي تساوي 100 قرش بينما ينقسم القرش إلى 40 بارة وتساوي البارة 3 أكشات ومفردها أكشه، أما الفئات المستخدمة فهي الليرة الواحدة والنصف ليرة والربع ليرة وكلها من الذهب، وتتكون الفئات الفضية من فئة العشرين قرشا، وهي ذات حجم كبير وبنفس حجم الريال، وفئة العشرة قروش والخمسة قروش والقرشان والقرش الواحد، أما الفئات النحاسية فهي فئة العشرين بارة والعشر بارات والخمس بارات والبارة والواحدة، بالإضافة إلى وجود تقسيمات وفئات عديدة أخرى كانت سائدة، وقد تم إدخال تعديلات أساسية على العملة العثمانية عام 1844 أثناء حكم السلطان عبد المجيد الذي أطلق اسمه على العملة العثمانية بشكل عام، سواء أثناء فترة حكمه أو بعد ذلك حيث كانت تسمى بالمجيدية.

### القران الإيراني
استخدم القران الإيراني الفضي والنحاسي في الكويت نظرا لقرب البلدين من بعضهما البعض وقدم العلاقات التجارية بينهما، فقد كانت الكويت تعتمد على العديد من المنتجات الإيرانية في تلك الفترة، وكانت تجارة إعادة التصدير بين الكويت وإيران رائجة في تلك الفترة، وتتكون العملة الإيرانية من التومان الذي يساوي 10 قرانات وينقسم القران إلى 20 شاهية والشاهية إلى 50 دينار، وقد بدأ استخدام هذه العملة في الكويت في بداية القرن التاسع عشر، أثناء حكم الشيخ جابر بن عبد الله الصباح، حيث شهدت الكويت في تلك الفترة ازدهارا اقتصاديا نتيجة لانتقال الوكالة التجارية الإنجليزية بكاملها من البصرة إلى الكويت عام 1821.
وعاصرت فترة حكم الشيخ جابر بن عبد الله الصباح عدد من الملوك الإيرانيين أهمهم فتح علي شاه ومحمد شاه وناصر الدين شاه، وأثناء فترة حكم ناصر الدين شاه انتشرت العملة الإيرانية بشكل كبير في الكويت، وكانت العملة الإيرانية تنقسم إلى قسمين العملة المسكوكة بالمطارق والعملة والمسكوكة بالآلة، وقد كان يطلق على العملة الأولى محليا أبو دبيلة والثانية الشرخي.
وكان من أسباب انتشار العملة الإيرانية نزوح بعض الإيرانيين واستقرارهم في الكويت، وبدأت العملة الإيرانية في الدخول إلى الكويت في عام 1795 وحتى عام 1825 حيث توقف التعامل بها بسبب التعقيدات في معادلتها مع بعضها البعض ولصعوبة احتساب أجزاءها مع الريال النمساوي المتداول في تلك الفترة.

### الريال النمساوي (ريال ماريا تيريزا)

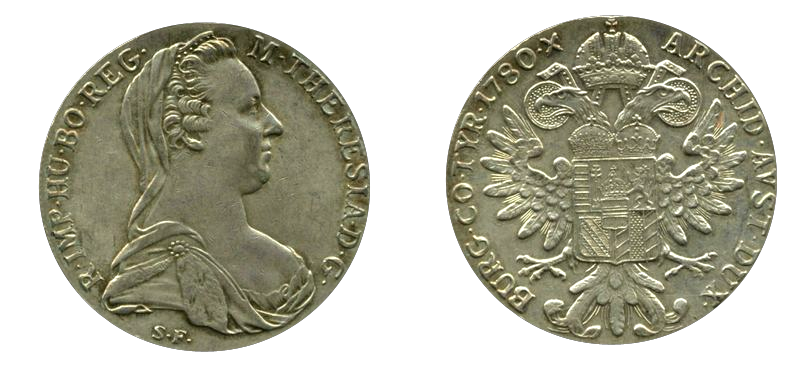
الريال النمساوي

أطلق سكان الجزيرة العربية على تلك العملة من فئة تالر اسم الريال الفرنسي، واسمها الحقيقي هو الريال النمساوي، ويحمل صورة إمبراطورة النمسا خلال الفترة 1745 وحتى 1780، وقد تم تداول هذه العملة التجارية إلى ما بعد منتصف القرن العشرين في كثير من دول العالم، وقد كانت هذه العملة رائجة في الكويت منذ أيام تأسيسها وحتى ما بعد الحرب العالمية الأولى، ويتعامل التجار بالريال الفضي كبير الحجم حيث يزن 28,1 جرام من خليط الفضة وبعض المعادن الأخرى، بينما تمثل الفضة 83,3% من وزنه، وتحمل العملة على أحد وجهيها صورة للملكة ماريا تيريزا وقد كتب حولها اسمها ولقبها، بينما يحمل على الوجه الآخر شعار إمبراطورية النمسا في عهدها وهو النسر الإمبراطوري ذو الأربعة أذرع والدرع التقليدي للدولة في الوسط.
ودخل الريال النمساوي الكويت سنة 1790، واستمر في التداول حتى 1925 عندما انقطع تداوله في الأسواق نهائيا.

### الريال البرغشيوالبيزة السعيدية
من العملات التي استخدمت في الكويت العملة الزنجبارية-العمانية المكونة من الريال الفضي والبيزا النحاسية، ويشار إلى تلك العملة محليا بالبرقشية نسبة إلى حاكم زنجبار ما بين عامي 1870-1888 السلطان برغش بن سعيد، الذي ينحدر من أصل عماني وينتسب إلى العائلة الحاكمة هناك، وكانت زنجبار محطة مهمة للسفن الكويتية في الماضي سواء منها القادمة من الهند أو المتوجهة إلى هناك من الكويت مباشرة لبيع البضائع وجلب الأخشاب والتوابل من هناك، مما خلق حركة تجارية نشطة بين الكويت وزنجبار وروابط اقتصادية قوية من القدم.
ويتكون الريال الزنجباري الفضي من 136 بيسة ويعادل ريال ماريا تيريزا الذي يساوي روبيتين هنديتين، أما الفئات التي كانت متداولة هناك فهي البيسة الواحدة، وهي من النحاس وعلى أحد وجهيها ميزان العدل وتاريخ سكها وعلى الوجه الآخر اسم السلطان وهذه البيسة تم سكها في عام 1882، وتم سك بيسة أخرى في عام 1887 واستبدل اسم السلطان على وجهها الآخر بكلمة زنجبار، أما الفئات الأخرى فهي فئة الربع ريال والنصف ريال وريال واحد وكلها من الفضة وكتب على أحد وجهيها اسم السلطان وعلى الوجه الآخر قيمة كل منها، كما كانت هناك فئات ذهبية الأولى قيمتها ريالين ونصف والثانية خمسة ريالات، وقد استمرت زنجبار في استخدام عملة السلطان برغش حتى بعد عشرين عاما من وفاته، وفي عام 1908 تم إصدار عمله جديدة باسم السلطان علي بن حمود وتم إدخال بعض التعديلات على تقسيم الريال وتم تحويله إلى النظام العشري وادخل السنت بدلا من البيسة فأصبح الريال يساوي 200 سنت والروبية الهندية -التي استمرت في الاستخدام مع ريال ماريا تيريزا- تساوي 100 سنت، وقد تم سك فئة سنت واحد وعشرة سنتات و20 سنت، ولم تستمر هذه العملة طويلا بل تم سحبها في نفس العام وألحقت زنجبار مع محميات شرق أفريقيا البريطانية لتستخدم الروبية الصادرة باسم شرق أفريقيا.
وقد استخدمت الكويت الفئات الصغيرة فقط من العملة الزنجبارية بالإضافة إلى الريال الفضي الذي يساوي روبيتين، أما فئة الخمس ريالات الذهبية فلم يتم التداول بها.
أما العملة العمانية المحلية فقد تم سك أول مجموعة منها عام 1893 في عهد السلطان فيصل بن تركي آل سعيد، وتتكون العملة أساسا من الأردي الذي تم سكه في عام 1893 والبيزة التي سكت أشكال كثيرة منها على مدى سنوات حكم السلطان فيصل بن تركي الممتدة من عام 1888 إلى عام 1913، وقد كتب على أحد وجهي البيزة «ضرب في مسقط» والعام الهجري الذي سكت فيه بينما كتب على الوجه الآخر «فيصل بن تركي بن سعيد بن سلطان إمام مسقط وعمان»، وكانت هذه البيزة النحاسية تستخدم جنبا إلى جنب مع الفئات الهندية المختلفة ابتداء من فئة البيزة إلى فئة الروبية التي كانت تساوي 64 بيزة، بالإضافة إلى ريال ماريا تيريزا الذي يساوي 200 بيزة محلية.

### الجنيه الذهبي الإنجليزي والفرنسي
من العملات الذهبية التي كانت رائجة في الكويت الجنيه الذهبي الإنجليزي وفيما بعد الفرنسي ولفترة قصيرة جدا، وذلك لإنجاز المعاملات ذات القيمة المرتفعة في ظل غياب الفئات الورقية من النقد والشيكات، وكان لازدهار التجارة بين الكويت والهند، ونقل الكميات الضخمة من التمور إلى هناك بالسفن الكويتية وعودتها محملة بالبضائع المختلفة، بالإضافة إلى المتاجرة باللؤلؤ من قبل التجار الكويتيين وبيعه في أسواق الهند أثر كثيرا في دخول الجنيه الذهبي كعملة ذات قيمة مرتفعة لإنجاز المعاملات التجارية من هذا النوع، وكانت لافتتاح شركة الهند الشرقية الإنجليزية مكتبا لها في الكويت في عام 1775 بدلا من مكتبها في البصرة أثرا كبيرا في قيام علاقة مباشرة بين ممثلي تلك الشركة وحكومة الكويت.
ودخل الجنيه الفرنسي الكويت سنة الطفحة (1912) عندما ازدهرت تجارة اللؤلؤ وحصل الكويتيون على كميات ضخمة من اللؤلؤ في ذلك العام، ويذكر أن باخرة فرنسية كانت قد قدمت إلى الهند في تلك الفترة وكانت تحمل كميات كبيرة من الجنيهات الفرنسية الذهبية التي اشترت بها كميات كبيرة من اللؤلؤ الذي كان لدى تجار الكويت، مما أدى إلى انتشار العملة في الكويت ورواج التعامل بها لفترة قصيرة.

### الروبية الهندية
بدأ استخدام الروبية الهندية في النصف الثاني من القرن التاسع عشر، ويعود ذلك إلى استقرار نفوذ شركة الهند الشرقية الإنجليزية في الهند مما جعلها تصدر عملة واحدة باسمها للاستخدام في عموم الهند، ونظرا للنمو المضطرد للتجارة بين الكويت والهند عبر الزمن بدأت هذه العملة تأخذ مكانها جنبا إلى جنب مع بقية العملات الرائجة في الكويت آنذاك.
وقد اكتسبت العملة قوة مالية واقتصادية ضخمة ودعم قوي من قبل اشركة الهند الشرقية الإنجليزية التي كان نفوذها قد انتشر في معظم المناطق الواقعة تحت سيطرة النفوذ البريطاني مما أهلها للانتشار تدريجيا في بعض المستعمرات البريطانية ومناطق النفوذ ومن بينها بعض دول الجزيرة العربية والكويت، وكان ذلك نتيجة لإزدياد التبادل التجاري بين الكويت والهند وتبوء الكويت مركزا تجاريا هاما كممر للبضائع القادمة من الهند إلى أوروبا، بالإضافة إلى البريد الرسمي المتوجه من شركة الهند الشرقية الإنجليزية إلى في الهند إلى إدارتها الرسمية في لندن عبر الكويت، وكذلك الرسائل الدبلوماسية بين حكومة الهند الإنجليزية ووزارة الخارجية البريطانية في لندن.
بدأت الحكومة الهندية بعد الاستقلال في التعرض لخسائر كبيرة في احتياطيها كنتيجة لإخراج كميات كبيرة من نقدها بصورة غير قانونية إلى منطقة الخليج واستبدالها بالجنيه الإسترليني، لذلك تم الاتفاق بين حكومة الهند وبلدان الخليج العربي التي تستخدم الروبية الهندية على إصدار فئات ورقية خاصة من الروبيات للاستعمال في هذه البلدان، ومن 1 يونيو 1959 تم التداول في العملة الجديدة في الكويت.

## التطورات التاريخية التي أدت إلى استقرار التعامل بالعملة الهندية في الكويت
أدى استقرار الوضع السياسي في الكويت إلى أن تكون الكويت محطة مهمة يتم فيها تنزيل البضائع القادمة من الهند والمتجهة لبلدان الشرق الأوسط وأوروبا لإعادة شحنها إلى بغداد أو حلب بواسطة قوافل الجمال لتأخذ طريقها هناك لى أوروبا، وقد إزدادت أهمية الكويت التجارية في النصف الثاني من القرن الثامن عشر وتحديدا في عام 1776 كنتيجة لتأزم العلاقة بين فارس والدولة العثمانية ونشوب الحرب بينهما وقيام فارس بحصار البصرة لمدة ثلاثة عشر شهرا ثم احتلالها في ابريل 1776 مما أدى إلى قيام شكرة الهند الشرقية الإنجليزية بتفريغ بضائعها في الكويت بدلا من البصرة، وبذلك أصبحت الكويت محطة رئيسية لقوافل الجمال التي كانت تنقل البضائع من البصرة إلى حلب طوال فترة الحصار والاحتلال الذي استمر حتى عام 1779، وقد استمرت القوافل أثناء تلك الفترة بشحن البضائع من الكويت إلى حلب متجنبة المرور بالبصرة، وبذلك حلت مشكلة تصريف بضائع الهند في بلدان الشرق الأوسط وأوروبا.
وقد أعادت شركة الهند الشرقية الإنجليزية فتح مكتبها في البصرة بعد انسحاب القوات الفارسية من هناك عام 1779، لكنها عادت لتنقله إلى الكويت مرة أخرى في عام 1793 عندما نشبت بعض المشاكل بين ممثلي الحكومة البريطانية في البصرة والسلطات العثمانية، واستمر هذا الأمر لمدة سنتين، وقد أدى إلى توسع النشاط التجاري في الكويت مرة أخرى بعد أن دعى المقيم البريطاني في بوشهر ربابنة السفن الإنجليزية بتفريغ بضائعهم في الكويت بدلا من البصرة كلما كان ذلك ممكنا.
وفي عام 1821 انتقلت وكالة الشركة الهندية الإنجليزية للمرة الثالثة إلى الكويت قادمة من البصرة نتيجة للخلاف الذي نشب بين باشا بغداد والممثل السياسي الإنجليزي فيها، حيث استقرت لمدة أربعة أشهر عادت بعدها إلى البصرة مرة أخرى، وكان إتخاذ الكويت مقرا بديلا لأنشطة شركة الهند الشرقية أثناء الأزمات زاد من أهميتها كمركز تجاري يعتمد عليه وأدى إلى تثبيت كيانها السياسي والاقتصادي كبلد مستقل عن الدولة العثمانية وبعيدا عن تأثيراتها السياسية، كما عزز ذلك علاقة أمير الكويت عبد الله بن صباح بن جابر الصباح ومن بعده ابنه جابر بن عبد الله الصباح مع الشركة الهندية الشرقية الإنجليزية، ومع توسع التبادل التجاري بين الكويت والهند بدأت الروبية الهندية تأخذ مكانها شيئا فشيئا كعملة مقبولة محليا مع بقية العملات التي كانت متداولة.
ومع نهاية القرن التاسع عشر وبعد استلام مبارك الصباح مقاليد الحكم، اضطر إلى عقد اتفاقية الحماية مع بريطانيا في عام 1899 نتيجة لإزدياد الأطماع الخارجية على الكويت كنتيجة لازدهار اقتصادها، وقد أدت الاتفاقية إلى توطيد العلاقة مع الحكومة البريطانية وحكومة الهند الإنجليزية، واستقرار الوضع السياسي في الكويت وتأكيد استقلاليتها وزيادة الثقة في التعامل التجاري معها جعلها تتبوأ مكانة عالية، وقد نتج عن هذه التطورات دخول العملة الهندية إلى الكويت بقوة خاصة مع ارتباط الهند بالتاج البريطاني واعتماد الكويت بصورة أكبر على التجارة مع الهند التي شكلت العصب الرئيسي للحركة التجارية في الكويت، وشقت العملة الهندية طريقها كأهم عملة يفضلها التجار والمواطنون في تعاملاتهم اليومية، وخاصة مع زيادة ارتباط الكويت التجاري مع شركة الهند الشرقية التي كانت تمثل الذراع الاقتصادي لحكومة الهند الإنجليزية.

## المحاولة الأولى لإصدار عملة وطنية
كانت هناك محاولة لإصدار عملة محلية في الكويت في عام 1886 في عهد الشيخ عبد الله بن صباح الصباح الحاكم الخامس لدولة الكويت، فقد أمر الشيخ عبد الله بن صباح الصباح بسك عملة نحاسية خاصة نقش على أحد وجهيها كلمة الكويت وتاريخ الإصدار 1304 هـ بينما حمل الوجه الآخر إمضاء الشيخ عبد الله بن صباح الصباح، وقد تم سك العملة محليا وبصورة بدائية حيث تختلف كل قطعة تقريبا من تلك العملة عن غيرها شكلا وحجما وسماكة وكتابة أيضا، وقد استمرت العملة في التداول لفترة قصيرة ثم تم سحبها من السوق.
ومن أسباب إصدار هذه العملة هو للتعبير عن الوطنية والسيادة، ومن الأسباب التي أدت إلى سحبها من الأسواق بأنها كانت من النحاس الأحمر بينما كانت البيزة الهندية مغطاة بالذهب مما يعطيها قيمة أكبر.
ويمكن اعتبار محاولة الشيخ عبد الله بن صباح الصباح إصدار عملة مستقلة للكويت انعكاسا للوضع الاقتصادي القوي الذي تميزت به سنوات حكمه، كما يعكس ذلك طموحاته في بناء كيان مستقل عما جاوره من بلدان، ويؤكد عدم حضوعه لأي تأثيرات خارجية من خلال المواقف والأدوار التي قام بها أثناء فترة حكمه.

## الدينار الكويتي
استمر التداول بالروبية في الكويت خلال عهد الحماية والنفوذ البريطاني في المنطقة إلى أن نالت دول المنطقة استقلالها، وكانت الكويت سباقة في إصدار عملتها الوطنية عندما برزت الحاجة إليها سواء من الناحية الاقتصادية أو السياسية، ففي أكتوبر 1960 صدر المرسوم الأميري رقم 41 لسنة 1960 بقانون النقد الكويتي الذي نص على جعل الدينار العملة الرسمية للبلاد، كما تأسس على أثر ذلك مجلس النقد الكويتي الذي أنيطت به عمليات إصدار تلك العملة.
وقد برزت فكرة إصدار عملة وطنية في الكويت عام 1950 عندما بدأ دخل الدولة في النمو كنتيجة لتدفق النفط بكميات كبيرة، وقد درست الحكومة بجدية إمكانية إصدار عملة جديدة مستقلة في ذلك العام، لكنها عادت فعدلت عن الفكرة لعدة أسباب من أهمها ما لمسته من ضرورة كون النقد قويا ومتمتعا بمركز ثابت بين العملات الأخرى في العالم، وفي عام 1959 عندما بدأت الحكومة الهندية بطبع فئات ورقية من الروبيات الهندية ذات ألوان مختلفة للاستخدام في بلدان دول الخليج العربي أدى ذلك إلى إحياء فكرة إصدار عملة وطنية خاصة بالكويت، وبعد دراسة المشروع وآثاره الاقتصادية المختلفة تقرر المضي بإصدار الدينار الكويتي.

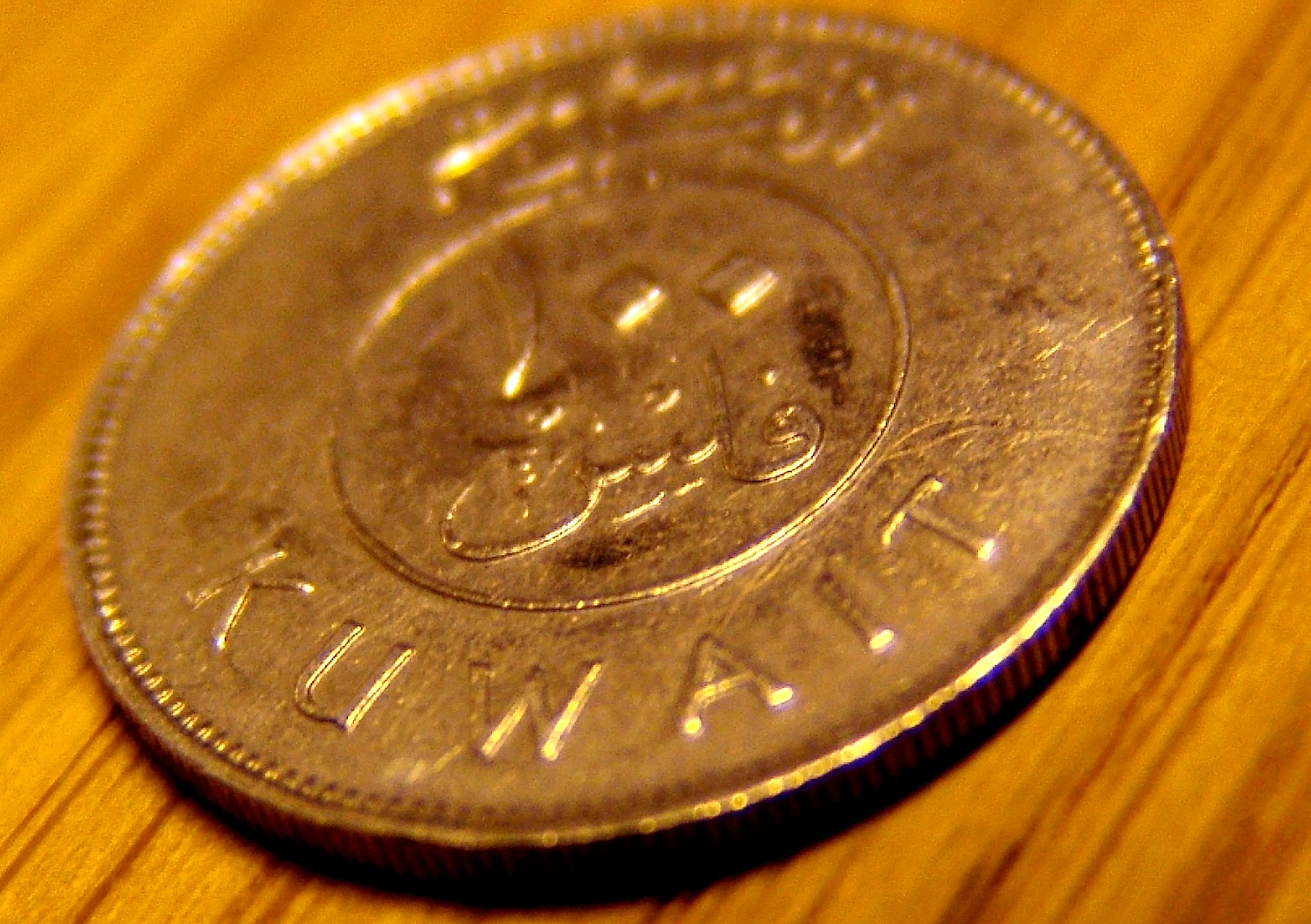
100 فلس

وفي 19 أكتوبر 1960 وبعد أن أصبح الظروف الاقتصادية مهيأة لإتخاذ ذلك القرار صدر المرسوم الأميري بقانون رقم 41 لسنة 1960 الذي نص على إنشاء مجلس النقد الكويتي ليختص بإصدار أوراق النقد والمسكوكات في الكويت وجعل الدينار وحدة للنقد الكويتي الجديد، وقد نص المرسوم على أن يكون مجلس النقد مؤسسة عامة مستقلة لها شخصية اعتبارية، كما نص على أن يتألف مجلس النقد من رئيس المالية والاقتصاد رئيسا وعضوية ستة أشخاص آخرين يعينون لمدة ثلاثة سنوات بمرسوم أميري، كما حدد المرسوم المذكور واجبات هذا المجلس وأعماله وكيفية تصريف أموره المالية والإدارية وأسند إليه وحده مهمة إصدار أوراق النقد والمسكوكات في الكويت، وبتاريخ 20 نوفمبر 1960 صدر المرسوم رقم 45 لسنة 1960 بتعيين أعضاء مجلس النقد الكويتي الذي تم تشكيله برئاسة الشيخ جابر الأحمد الصباح رئيس المالية والاقتصاد وعضوية يعقوب يوسف الحمد وخليفة خالد الغنيم وفخري شهاب وحيدر الشهابي وسي أي لوم وإيفار روث، وقد تم انتداب سي أي لوم من بنك إنجلترا ليكون عضوا في مجلس النقد الكويتي وكان يأتي للكويت كلما كان هناك اجتماع للمجلس ثم يعود لبلاده، وقد عقد أول اجتماع في مجلس النقد الكويتي بتاريخ 4 ديسمبر 1960 حيث وافق في تلك الجلسة على طرح الدينار الكويتي للتداول في 1 ابريل 1960، وبتاريخ 24 ديسمبر 1960 صدر المرسوم الأميري رقم 54 لسنة 1960 ليحدد الشكل والتصميم والحجم للفئات الورقية والمعدنية للعملة الكويتية الجديدة.
وفي شهر مارس 1961 وقبل أن تبدأ عملية استبدال الدينار الكويتي بالروبيات الهندية سافر وفد رسمي من مجلس النقد الكويتي إلى الهند للتفاوض من وزارة المالية الهندية من أجل استرداد الروبيات التي سيتم سحبها من التداول في الكويت بعد صدور الدينار الجديد، وكان الوفد يتكون من خمسة أعضاء برئاسة حيدر الشهابي وعضوية كل من خالد أبو السعود وحامد اليوسف وتيرنر سكرتير مجلس النقد ومكريجر مستشار دائرة المالية والاقتصاد، وقد زار الوفد البنك المركزي الهندي في بومبي وكذلك نيودلهي للتفاوض بشأن عملية المبادلة، حيث عرضت الهند تقديم سندات بالروبية الهندية لحكومة الكويت مقابل الروبيات التي كانت متداولة في الكويت وتمت إعادتها إلى الهند على أن يتم دفع السندات خلال فترة تمتد حوالي ست سنوات بفائد قدرها 4% لكن الوفد الكويتي طلب أن تكون السندات بالجنيه الإسترليني حيث اتفق على ذلك، وكانت الفائد 4,5% وقد تم تسديد المبلغ فيما بعد حسب الاتفاق.
في 1 ابريل 1961 بدأت عملية استبدال روبيات الخليج الهندية بالدنانير الكويتية (كل 13,33 روبية تعادل دينار واحد) حيث عمل موظفو البنوك التجارية الثلاثة التي كانت قائمة آن ذاك (البنك البريطاني للشرق الأوسط وبنك الكويت الوطني والبنك التجاري الكويتي) وموظفو دائرة البريد صباحا ومساء لمدة ثمانية أسابيع استبدلوا خلالها ملايين الروبيات بالدينار الكويتي، واستلم بنك الاحتياط الهندي 342 مليون روبية تم سحبها من الأسواق الكويتية وهي تعادل 25,646,110 دينار كويتي، وهكذا انتهى تعامل الكويت بالروبية الهندية في 17 مايو 1961 بعد أن تم استخدامها لفترة تزيد عن مئة وعشرين عاما.
يشير قانون النقد رقم 41 لسنة 1960 إلى أن الدينار الكويتي ينقسم إلى 1000 فلس ويعادل 2,48828 جرام من الذهب الخالص وهو نفس القدر الذي كان يساويه معادل الجنيه الإسترليني في ذلك الوقت، كما نص القانون على أن يكون النقد على نوعين أوراق نقدية ومسكوكات، وتكون الأوراق النقدية على خمسة أحجام مختلفة القيم هي ورقة العشرة دنانير وورقة الخمسة دنانير وورقة الدينار وورقة النصف دينار وورقة الربع دينار، أما المسكوكات فتنقسم إلى ستة قطع مستديرة مختلفة القيمة والحجم والوزن والنوع وهي قطعة المئة فلس وقطعة الخمسين فلس وقطعة العشرين فلس، تتكون من النحاس الأحمر بنسبة 75% والنيكل بنسبة 25% ولونها أبيض، أما القطع الثلاث الباقية فلونها نحاسي أحمر ومصنوعة من النحاس الأحمر بنسبة 79% والنيكل بنسبة 1% والزنك بنسبة 20% وهي قطع العشرة فلوس والخمسة فلوس والفلس الواحد، وصدرت فئة العشرين دينار للمرة الأولى في 9 فبراير 1986 في الإصدار الثالث للدينار الكويتي.